# Белов, Юрий Николаевич
Юрий Николаевич Белов (1925—1988) — старший сержант Рабоче-крестьянской Красной Армии, участник Великой Отечественной войны, Герой Советского Союза (1945).

## Биография
Юрий Белов родился 3 апреля 1925 года в деревне Миснево Нерехтского района Костромской области в рабочей семье. В 1933 году переехал в Ярославль, где учился в школах № 13 и № 14. Учился в школе фабрично-заводского ученичества, где получил специальность плотника-строителя, после чего работал на стройках в Ярославле и на строительстве дорог в Кировской области. В начале Великой Отечественной войны был переброшен в Ростовскую область, в район станции Аксай. Участвовал в возведении мостов и оборонительных сооружений. Как несовершеннолетний, в армию призван не был, и был отправлен в родное село, где в течение длительного времени работал на льнозаводе. В феврале 1943 года был призван на службу в Рабоче-крестьянскую Красную Армию.
Первоначально служил в запасном полку, где получил специальность артиллериста. С зимы 1944 года — на фронтах Великой Отечественной войны. Участвовал в освобождении Кировоградской области, города Александрии, за отличие в этих боях был награждён орденом Отечественной войны 2-й степени. В апреле 1944 года вступил в ВКП(б). Принимал участие в освобождении Украины и Польши. Особо отличился в боях в январе 1945 года. К тому времени старший сержант Юрий Белов командовал орудием мотострелкового батальона 68-й механизированной бригады 8-го механизированного корпуса 48-й армии 2-го Белорусского фронта.
14 января 1945 года, заменив раненого командира взвода, Белов умело руководил его боевыми действиями во время прорыва немецкой обороны. В ходе боя у деревни Фитево взвод Белова уничтожил 2 САУ «Фердинанд», 2 БТР, 3 дзота, 4 пулемёта с расчётами, 8 автомашин, 30 немецких солдат и офицеров. 26 января в бою за город Мариенбург (ныне — Мальборк, Польша) Белов уничтожил 2 танка и более 100 немецких солдат и офицеров. В ходе последующих боёв он уничтожил 1 танк, 4 БТР, САУ «Фердинанд», 4 пулемёта, около 40 немецких солдат и офицеров. Во время ночного штурма города Хойнице Белов уничтожил 1 танк, 1 БТР, 6 пулемётов, около 100 солдат и офицеров противника. Также отличился в боях под Данцигом (ныне — Гданьск, Польша), уничтожив 2 танка «Пантера», и много живой силы противника. Был ранен в голову, но через два дня самовольно покинул госпиталь, вернувшись в часть.
Указом Президиума Верховного Совета СССР от 29 июня 1945 года за «образцовое выполнение боевых заданий командования и проявленные при этом мужество и героизм» старший сержант Юрий Белов был удостоен высокого звания Героя Советского Союза с вручением ордена Ленина и медали «Золотая Звезда» за номером 8679.
После окончания войны Белов был демобилизован. Проживал в Ярославле, работал гальванщиком на заводе асботехнических изделий. Умер 30 августа 1988 года, похоронен на Игнатовском кладбище в Ярославле.
Был также награждён орденами Отечественной войны 1-й и 2-й степеней, Славы 3-й степени, а также рядом медалей. На доме, где последние годы жил Белов, установлена мемориальная доска.